# Haddo House

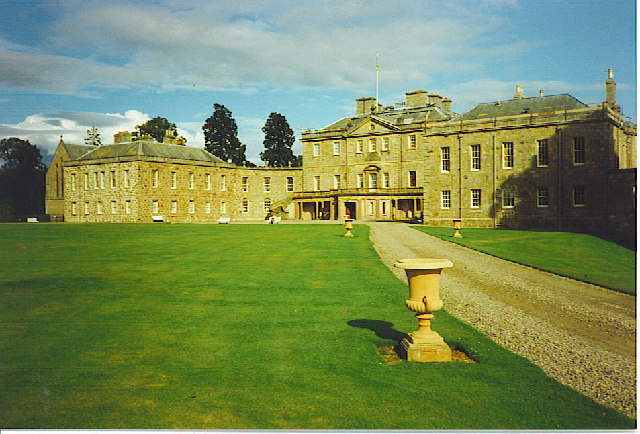
Westfassade mit Kapelle am linken Bildrand

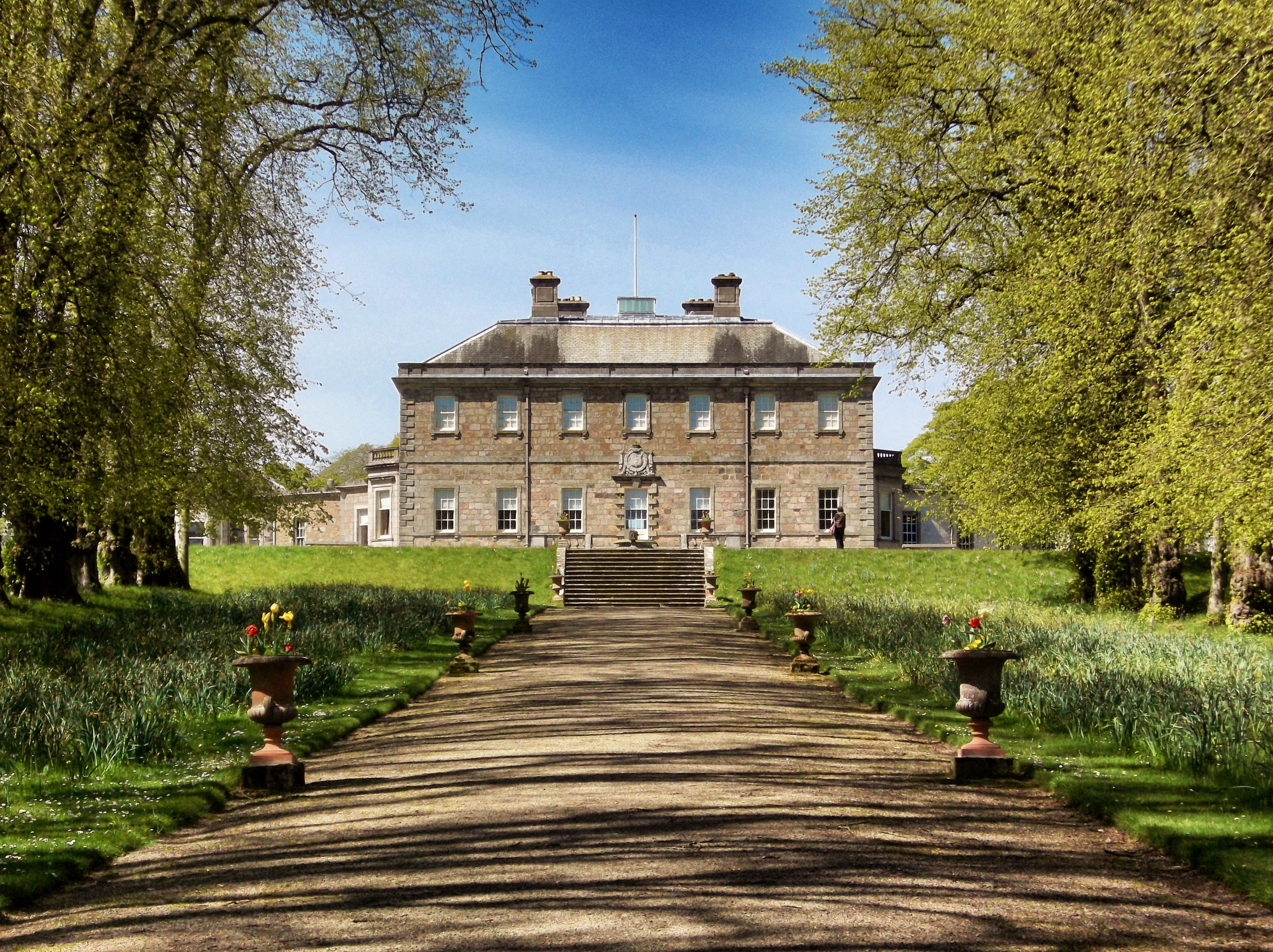
Haddo House

Haddo House ist ein Landhaus in der schottischen Council Area Aberdeenshire, etwa 32 km nördlich von Aberdeen. Es gehört seit 1974 dem National Trust for Scotland.
Die Gordons, die später Earls of Aberdeen und Marquesses of Aberdeen wurden, lebten an dieser Stelle über 500 Jahre lang. Haddo House liegt in der Nähe von Kellie Castle, dem früheren Familiensitz, der 1732 errichtet und von den Kovenantern niedergebrannt wurde. Das Landhaus wurde vom Architekten William Adam im georgianischen und palladianischen Stil geplant. Das Innere des Hauses ist in spät-viktorianischem Stil gehalten; es wurde 1880 von Wright and Mansfield umgestaltet. In Haddo House ist eine große Kunstsammlung untergebracht, zum Beispiel eine Bilderserie von 85 Burgen und Schlössern des Malers James Giles, eine frühe Arbeit von Claude Lorrain und ein Marienbildnis, das Raffael zugeschrieben wird. Man findet dort auch etliche Porträts britischer Politiker des 19. Jahrhunderts.
Ein extra dafür geschaffener Ausstellungsraum enthält das Cabot Commemorative State Dinner Service. Das handbemalte Pozellanservice mit 24 Sets für ein achtgängiges Mahl wurde 1897 von den Mitgliedern der Woman's Art Association of Canada hergestellt. Die kanadische Regierung wollte den damals geforderten Preis von 1000 CDN-$ nicht bezahlen. Daher kauften es Mitglieder des Parlaments und Senats von Kanada privat und schenkten es am 12. Juni 1898 Lady Ishbel Aberdeen anlässlich des Endes der Amtszeit ihres Gatten als Generalgouverneur von Kanada.
John Smith entwarf 1843 die Küchen und Nebengebäude. Er kehrte 1845 zu seiner Wirkungsstätte zurück und baute die nördlichen und südlichen Torhäuser. Die einstöckigen Gebäude aus grobem Granit-Bruchstein sind im Tudorstil gehalten.
Der bekannteste Bewohner von Haddo House war George Hamilton-Gordon, 4. Earl of Aberdeen, britischer Premierminister von 1852 bis 1855.
Eine weitere bemerkenswerte Zeit in der Geschichte des Hauses war der Zweite Weltkrieg, als es als Geburtsklinik für aus Glasgow evakuierte Frauen diente. Bekanntlich wurden fast 1200 Babys im Haddo Emergency Hospital geboren und manche der „Haddo Babies“ kommen heute noch auf Besuch.

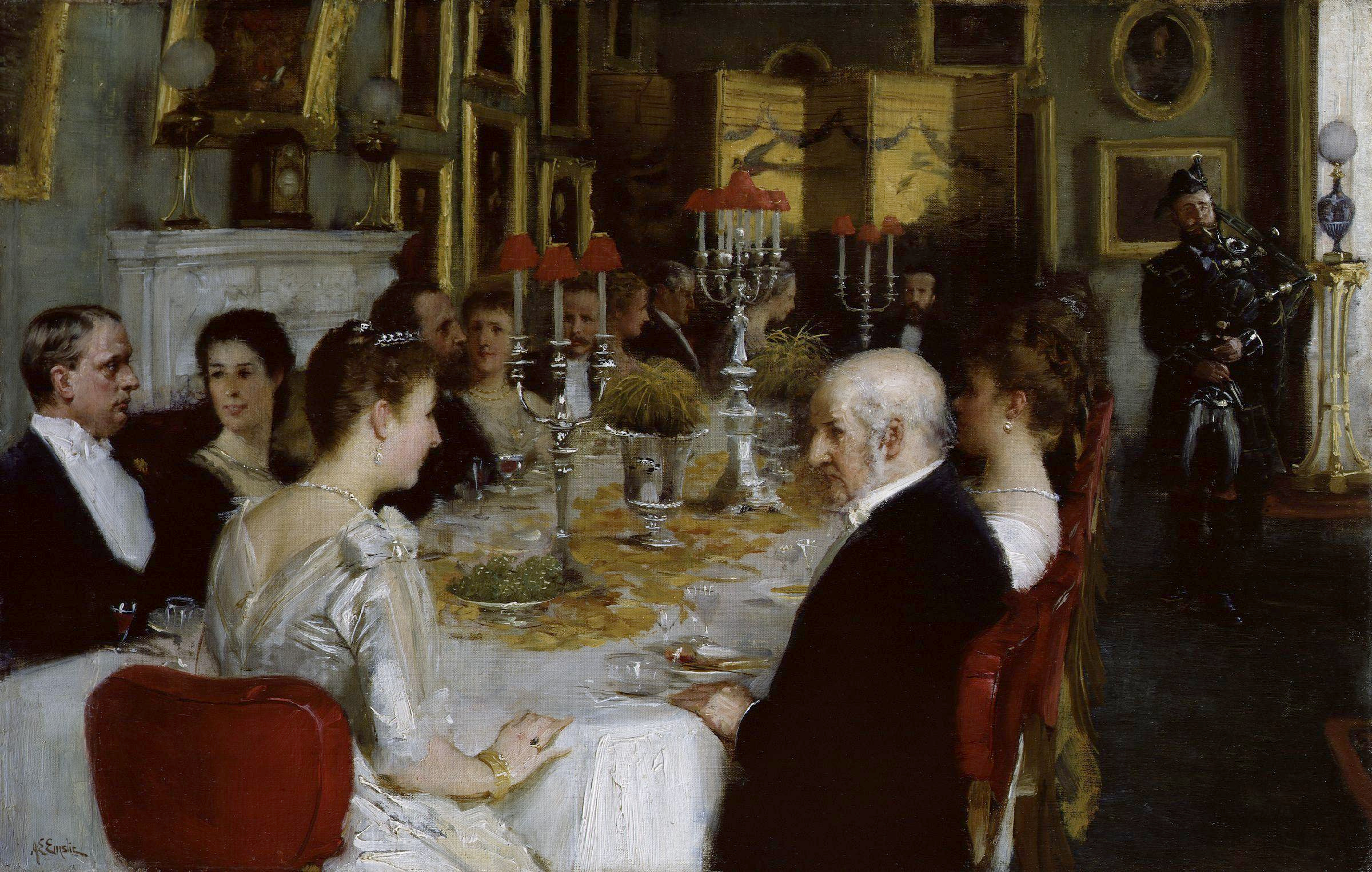
Dinner at Haddo House, Porträt von Alfred Edward Emslie (1884)

An das Haus angebaut ist eine kleine Kapelle. Auf dem Gelände gibt es auch ein Theater, Haddo House Hall, und Übungsräume namens Peatyards. Haddo House Choral & Operatic Society (HHCOS), eine große und sehr aktive Chorgesellschaft, gegründet 1945, hat hier ihre Operationsbasis. Seit über 60 Jahren ist sie für ihre jährlichen Musik- und Opernproduktionen bekannt.
1974 übereigneten die Gordons, nach dem Tod des 4. Marquess, das Herrenhaus samt Park dem National Trust for Scotland, der es als Museum unterhält, behielten aber den land- und forstwirtschaftlichen Besitz. Historic Scotland hat Haddo House als historisches Bauwerk der Kategorie A gelistet. Seine Gärten sind im Inventory of Gardens and Designed Landscapes in Scotland erwähnt.
2019 wurde Haddo House von rund 24.000 Personen besucht. 2024 betrug die Besucherzahl etwa 60.000 Personen.